# Вестоницкая Венера
Ве́стоницкая Вене́ра — «палеолитическая Венера», обнаруженная в Дольни-Вестонице в Моравии 13 июля 1925 года и в настоящее время выставленная в Моравском музее города Брно, Чехия.
Является древнейшей известной науке керамической статуэткой. Высота статуэтки — 111 мм, ширина — 43 мм. Принадлежит граветтской культуре и датируется различно — между 29 000 и 25 000 гг. до н. э.
При томографическом исследовании на статуэтке обнаружен древний отпечаток детской руки, оставленный ещё перед обжигом.

## Обнаружение статуэтки
Статуэтка была найдена 13 июля 1925 года в яме с золой, при археологических раскопках участка между Долни-вестонице и Павловым. Палеолитическая находка была сделана командой археолога Карела Абсолона, который проводил исследования в 1924—1938 годах. Абсолон не присутствовал при самой находке, хотя его обычно называют первооткрывателем. В момент обнаружения статуэтки он находился во Франции. Статуэтка была найдена рабочим Йозефом Зайдлем и техническим руководителем исследований Эмануэлем Данией. В остатках костра диаметром около 10 метров, статуэтка лежала вместе с каменными орудиями и костями животных. Она была разбита на две части, лежащие примерно в 10 см друг от друга. Сначала не предполагалось, что они принадлежат друг другу. После чистки оказалось, что целиком она напоминает женскую фигуру. Помимо Венеры, на этом месте были найдены и другие керамические скульптуры, в основном животных.

## Внешний вид статуэтки
Она имеет высоту 11,5 см и ширину 4,3 см в бедрах. Используемый материал, вероятно, представляет собой смесь глины и известняка, в то время подобные небольшие скульптуры были в основном сделаны из камня или костей. Интересной особенностью является ярко выраженная стилизация лица (только глаза обозначены короткими косыми линиями), отсутствие шеи, массивность обвисшего бюста (левая грудь больше) и бедер. На спине заметны выступы, показывающие, по-видимому, жировые отложения.

## Исследование
Летом 2004 года статуя была исследована с помощью томографа в больнице Святой Анны. До этого исследователи четыре раза пытались выяснить состав материала, из которого она был изготовлена. Последние результаты подтвердили, что скульптура сделана из тонкой глины с водой. Но в ней также содержатся мелкие белые зерна, которые могут быть гашёной известью или фрагментами костей. Ни одно из предыдущих исследований не дало однозначного ответа. Была также обнаружена еще одна деталь: на ягодицах статуэтки был обнаружен отпечаток пальца десятилетнего ребенка.
Семнадцатого августа 2016 года Венера Вестоницкая была изучена с помощью микротомографа сотрудниками Моравского музея и технологического центра Fei в Брно. Сканирование и изучение внутренней структуры и царапин на поверхности заняло 15 часов. Была создана трёхмерная модель с точностью до нескольких микрометров и получено около 80 ГБ данных. В статуэтке было обнаружено несколько неизвестных примесей, в основном в голове и ногах. Керамическое вещество не является полностью однородным.

### Расположение
Статуя хранится в Моравском музее в Брно в коллекциях Института Антропоса. Она выставляется редко и заменяется копией на обычной выставке. Его стоимость была установлена в 2004 году американскими антикварами в 40 миллионов долларов. В конце Второй мировой войны в замке Микулов хранилась Вестоницкая Венера с частью коллекций музея Брно. Власти протектората были обеспокоены ущербом, причиненным бомбардировкой, поэтому наиболее ценная часть коллекции, включая Венеру, была вывезена обратно в Брно под предлогом фотосъёмки. Часть коллекции, оставшаяся в Микулове, была уничтожена во время освободительных боев, когда 22 апреля 1945 года замок сгорел.
С 2008 года археологическое место Долни-Вестонице и коллекция важных находок, в том числе Венера Вестоницкая, являются национальным культурным памятником.

### Другие находки

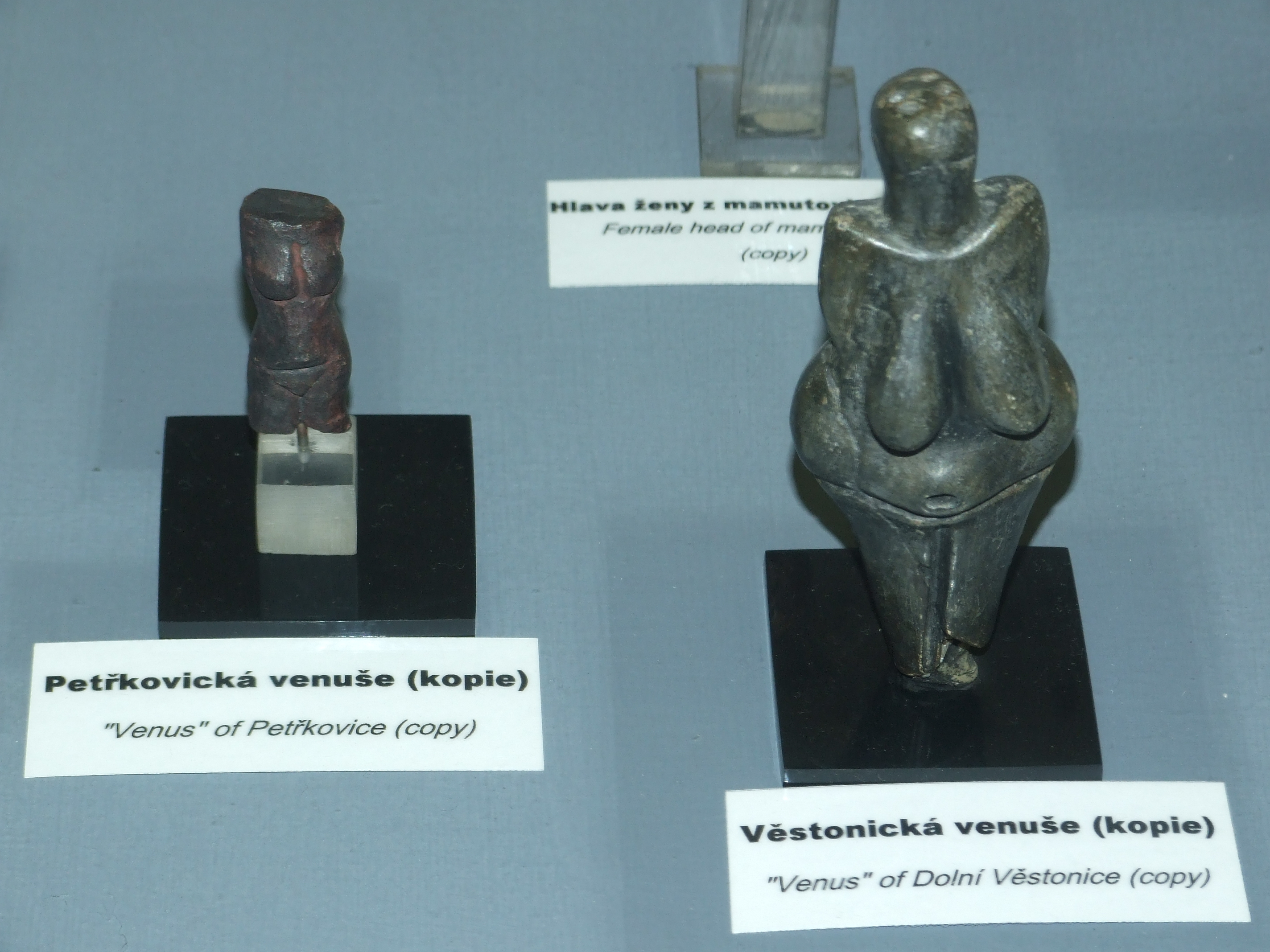
Петршковицкая и вестоницкая палеолитические Венеры

В этой местности были найдены и другие статуэтки, но их подлинность оспаривается.
Венера — не единственный пример искусства первобытного общества. Другие скульптуры из обожженной глины также известны из соседнего Павлова и Пршедмости. Также известна Венера Ландека (также называемая петршковицкой), найденная в 1953 году на Остравском холме Ландек. Эта статуя высотой 4,6 см представляет собой туловище и не имеет головы. Его уникальность заключается в нехарактерно стройных пропорциях, которые даже любителям современного искусства напоминают скульптуру в стиле кубизм.
В дополнение к Вестоницкой Венере, Венера Виллендорфская из Австрии считается одной из самых совершенных статуй периода палеолита. Во французском Леспурсе, была найдена Венера, сделанная из бивня мамонта. Подобные статуэтки более древнего, каменного века были найдены в ряде других стран, например, в Германии, Италии, Украине, России или Словакии.

## Отражение в искусстве
Создание и производство Вестоницкой Венеры, было описано Эдуардом Шторхом в его романе Охотники на мамонтов.

В 1958 году Зденек Буриан, презентует картину на которой изображено создание Венеры художником. Картина размером 62 × 43 см написана маслом на холсте и также использовалась в качестве иллюстрации к книге «Охотники на мамонтов».
Ньян держит перед собой кусок глины на плоском камне и лепит какую-то статуэтку. Он уже дважды ударил ей по земле, когда она не сработала так, как он хотел, и он начал снова в третий раз. На этот раз он смешал в глину много муки из измельченных костей мамонта. Многие из них валяются вокруг, и Ньян превратил их в кучу порошка. Обожженные кости легко раздавливаются. Ньяну не пришлось слишком сильно бить их камнем.

— Эдуард Шторх: охотники на мамонтов